# Viva Tim Maia!
Viva Tim Maia! é um álbum de estúdio dos cantores brasileiros Ivete Sangalo e Criolo. O álbum é em tributo ao cantor brasileiro Tim Maia. As faixas foram produzidas por Daniel Ganjaman, sendo lançado pela Universal Music no formato de download digital em 31 de julho de 2015 e no formato de CD em 8 de agosto de 2015. "Azul da Cor do Mar" foi liberado como single em 28 de julho de 2015.

## Antecedentes e produção
Em fevereiro de 2015, Criolo anunciou como parte do projeto Nivea Viva a realização de uma turnê ao lado de Ivete Sangalo percorrendo sete cidades do Brasil em apresentações gratuitas relembrando os maiores sucessos de Tim Maia.
O álbum passou por processo de mixagem de Daniel Ganjaman e direção artística de Paul Ralphes. Conta com 12 canções interpretadas pelos dois durante a turnê.

## Recepção
| Críticas profissionais | Críticas profissionais |
| Avaliações da crítica  | Avaliações da crítica  |
| Fonte                  | Avaliação              |
| ---------------------- | ---------------------- |
| Notas Musicais         | 2 de 5 estrelas.       |
| Plano Crítico          | 2.5 de 5 estrelas.     |

O álbum recebeu críticas negativas pela maioria dos críticos de música. Mauro Ferreira do Notas Musicais definiu que o álbum empalidece o tributo à Tim Maia, "diluindo o calor dos arranjos e das interpretações". Segundo Mauro, "a capa simplória do CD deixa a impressão de que o disco foi feito somente por questão contratual". Luiz Santiago do Plano Crítico classificou o álbum como "medíocre e desnecessário", notando que faltou vivacidade nos vocais de Ivete Sangalo na canção "Não Quero Dinheiro (Só Quero Amar)". "Telefone" e "Chocolate" foram definidas como "boas canções". Para o crítico, "o disco serviu apenas para manchar a discografia de Criolo e irritar os que gostam da música do Pai da Soul Music Brasileira". "Não Quero Dinheiro (Só Quero Amar)", "Réu Confesso", "Me Dê Motivo" e "Azul da Cor do Mar" foram eleitas por Santiago as piores canções do álbum. Para Regis Tadeu do Yahoo!, ambos os artistas não possuem qualquer identificação com a obra do artista, sendo uma estratégia de marketing para aproveitar o sucesso da cinebiografia do cantor. Viva Tim Maia! estreou na primeira posição na parada de álbuns do TOP 20 Semanal ABPD. Em 3 de setembro de 2015, o álbum foi certificado Ouro pela Pro-Música Brasil por ultrapassar o número de 40,000 unidades vendidas.

## Lista de faixas
| N.º | Título                                | Compositor(es)                  | Intérprete(s)          | Duração |  |
| 1.  | "Não Quero Dinheiro (Só Quero Amar)"  | Tim Maia                        | Ivete Sangalo          | 2:38    |  |
| 2.  | "Primavera (Vai Chuva)"               | Genival Cassiano Silvio Rochael | Criolo                 | 4:04    |  |
| 3.  | "Lábios de Mel"                       | Cleonice Edson Trindade         | Ivete Sangalo & Criolo | 3:24    |  |
| 4.  | "Telefone"                            | Nelson Kaê Beto Correia         | Ivete Sangalo          | 4:04    |  |
| 5.  | "Chocolate"                           | Tim Maia                        | Criolo                 | 3:01    |  |
| 6.  | "Você e Eu, Eu e Você (Juntinhos)"    | Tim Maia                        | Ivete Sangalo & Criolo | 3:46    |  |
| 7.  | "Réu Confesso"                        | Tim Maia                        | Ivete Sangalo          | 3:44    |  |
| 8.  | "Me Dê Motivo"                        | Michael Sullivan Paulo Massadas | Criolo                 | 4:27    |  |
| 9.  | "Um Dia de Domingo"                   | Michael Sullivan Paulo Massadas | Ivete Sangalo & Criolo | 4:48    |  |
| 10. | "Azul da Cor do Mar"                  | Tim Maia                        | Ivete Sangalo          | 4:58    |  |
| 11. | "Coroné Antônio Bento"                | João do Vale Luiz Wanderley     | Criolo                 | 3:22    |  |
| 12. | "Medley: Sossego / Do Leme ao Pontal" | Tim Maia / Tim Maia             | Ivete Sangalo & Criolo | 5:56    |  |

## Desempenho nas tabelas musicais
| Tabela Musical (2015)        | Melhor posição |
| ---------------------------- | -------------- |
| Brasil (TOP 20 Semanal ABPD) | 1              |

| Região                                              | Certificação | Vendas  |
| --------------------------------------------------- | ------------ | ------- |
| Brasil (Pro-Música Brasil)                          | Ouro         | 50,000* |
| *números de vendas baseados somente na certificação |              |         |

## Histórico de lançamento
| Região    | Data                | Formato(s)               | Gravadora       |
| --------- | ------------------- | ------------------------ | --------------- |
| Brasil    | 31 de julho de 2015 | Download digital         | Universal Music |
| Brasil    | 7 de agosto de 2015 | Vinil[carece de fontes?] | Universal Music |
| Brasil    | 8 de agosto de 2015 | CD                       | Universal Music |
| Argentina | 31 de julho de 2015 | CD[carece de fontes?]    | Universal Music |